# Emili Tortosa Cosme
Emili Tortosa Cosme (Alzira, 1941 - València, 6 de Novembre de 2020), fou un economista i financer valencià.

## Biografia
Emili Tortosa es va llicenciar en Ciències econòmiques i comercials, censor jurat de comptes i fou professor mercantil. Es va jubilar com a professor d'Economia aplicada i director de la càtedra de Creativitat de la Universitat Jaume I de Castelló.
Va començar a treballar com a ordenança en la Caixa d'Estalvis de València el 1956, i ascendiria en l'organització fins a esdevenir el primer director general de Bancaixa el 1990, càrrec que va ocupar fins 1998. El va succeir el seu director general adjunt Fernando García Checa. En esta etapa va entrar en el Consell del Banc de València, romanent fins 2007.
Influït pels valors de l'humanisme cristià, Emili Tortosa fou un destacat defensor de l'ètica en l'activitat empresarial. Ha estat president de el Centre europeu d'empreses innovadores (CEEI) fins al 2010, i posteriorment de la Fundació ÉTNOR per a l'Ètica dels negocis i de les organitzacions, fundada el 1994 i dedicada a la divulgació dels valors ètics en l'activitat econòmica i empresarial. Va ser una de les primeres institucions creades a Espanya amb esta finalitat. Està composta per empresaris, directius i acadèmics.